# 天寿光希
天寿 光希（てんじゅ みつき、1984年9月10日 - ）は、日本の女優。元宝塚歌劇団星組の男役。
秋田県秋田市、聖霊女子短期大学附属高等学校出身。身長167cm。愛称は「みっきぃ」。

## 来歴
2003年、宝塚音楽学校入学。
2005年、宝塚歌劇団に91期生として首席入団。花組公演「マラケシュ・紅の墓標／エンター・ザ・レビュー」で初舞台。その後、星組に配属。
2006年の阪急阪神初詣ポスターモデルに起用される。
2022年7月24日、「めぐり会いは再び next generation／Gran Cantante!!」東京公演千秋楽をもって、宝塚歌劇団を退団。退団公演では自身初となるエトワールを務めた。

## 人物
宝塚入団前には子役として舞台活動をしていた経験がある。
秋田で育ち、父の仕事の関係で東京に転勤した際に、思い出作りのためにとミュージカルに挑戦。その頃、花組公演「哀しみのコルドバ／メガ・ヴィジョン」で宝塚初観劇。客席の熱量と群舞の迫力、綺麗な男役に圧倒され、一回でとりことなる。小学6年で秋田に戻ってからも、小遣いをためて東京まで何度も観劇に通う。
音楽学校を受験すると決めてから歌とダンスを習い始めたが、歌劇団には首席で入団した。
従兄弟にプロサッカー選手の加賀健一がいる。

## 宝塚歌劇団時代の主な舞台

### 初舞台
- 2005年3 - 5月、花組『マラケシュ・紅の墓標』『エンター・ザ・レビュー』（宝塚大劇場のみ）

### 星組時代
- 2005年7 - 8月、『長崎しぐれ坂』『ソウル・オブ・シバ!!』（東京宝塚劇場のみ）
- 2006年1 - 4月、『ベルサイユのばら-フェルゼンとマリー・アントワネット編-』 - 新人公演：小公子（本役：麻尋しゅん）
- 2006年5月、『Young Bloods!!-Twinkle Twinkle Star-』（バウホール） - リトルチェリンカ
- 2006年8 - 11月、『愛するには短すぎる』 - 新人公演：ベル（本役：麻尋しゅん）『ネオ・ダンディズム!』
- 2006年12 - 2007年1月、『ヘイズ・コード』（ドラマシティ・日本青年館） - ギルバート・グリーン
- 2007年3 - 7月、『さくら』『シークレット・ハンター』
- 2007年8月、『シークレット・ハンター』『ネオ・ダンディズム!II』（博多座）
- 2007年11 - 2008年2月、『エル・アルコン-鷹-』 - ティリアン（少年）、新人公演：スコット（本役：麻尋しゅん）『レビュー・オルキス-蘭の星-』
- 2008年4 - 5月、『ANNA KARENINA（アンナ・カレーニナ）』（バウホール） - ポリューシカ公爵／執事
- 2008年6 - 10月、『THE SCARLET PIMPERNEL（スカーレット ピンパーネル）』 - 新人公演：アンドリュー・フォークス（本役：涼紫央）
- 2008年11月、『ブエノスアイレスの風』（日本青年館・バウホール） - 署長
- 2009年2 - 4月、『My dear New Orleans（マイ ディア ニュー オリンズ）』 - 少年時代のジョイ、新人公演：アルバート・ジョーダン（本役：涼紫央）『ア ビヤント』
- 2009年6 - 9月、『太王四神記 Ver.II』 - 新人公演：プルキル（大長老）（本役：涼紫央）
- 2009年10 - 11月、『再会』 - ジャン『ソウル・オブ・シバ!!』（全国ツアー）
- 2010年1 - 3月、『ハプスブルクの宝剣』 - アブラハム、新人公演：ラビ・ダウィド（本役：鶴美舞夕）『BOLERO』
- 2010年5月、『リラの壁の囚人たち』（バウホール・日本青年館） - ピエール
- 2010年7 - 8月、『ロミオとジュリエット』（梅田芸術劇場・博多座） - パリス[5]
- 2010年10 - 12月、『宝塚花の踊り絵巻』『愛と青春の旅だち』 - 新人公演：シド（本役：紅ゆずる）
- 2011年2月、『愛するには短すぎる』 - ビリー『ル・ポァゾン 愛の媚薬II』（中日劇場）[注釈 1]
- 2011年4 - 7月、『ノバ・ボサ・ノバ』 - 新人公演：シスター・マーマ（本役：英真なおき）『めぐり会いは再び』 - ユリウス[5]
- 2011年8 - 9月、『ランスロット』（バウホール） - アーサー
- 2011年9月、専科『おかしな二人』（バウホール） - ロイ
- 2011年11 - 2012年2月、『オーシャンズ11』 - ターク・モロイ、新人公演：テリー・ベネディクト（本役：紅ゆずる）
- 2012年3月、『天使のはしご』（日本青年館・バウホール） - コリンズ
- 2012年5 - 8月、『ダンサ セレナータ』 - カレル『Celebrity』
- 2012年9月、『琥珀色の雨にぬれて』 - アルベール『Celebrity』（全国ツアー）
- 2012年11 - 2013年2月、『宝塚ジャポニズム〜序破急〜』『めぐり会いは再び 2nd〜Star Bride〜』 - ユリウス『Étoile de TAKARAZUKA（エトワール ド タカラヅカ）』 - ヴァルゴオムA[5]
- 2013年3 - 4月、『南太平洋』（ドラマシティ・日本青年館） - ジェームス・ヘイズ／ボブ・マッカーフリー[5]
- 2013年5 - 8月、『ロミオとジュリエット』 - パリス[注釈 2]／マーキューシオ[注釈 2][5]
- 2013年10月、『日のあたる方（ほう）へ』（ドラマシティ・日本青年館） - ブルーノ
- 2014年1 - 3月、『眠らない男・ナポレオン-愛と栄光の涯（はて）に-』 - ナポレオンII世
- 2014年5 - 6月、『かもめ』（バウホール） - ボーリス・アレクセーエヴィチ・トリゴーリン
- 2014年7 - 10月、『The Lost Glory -美しき幻影-』 - レイモンド・ウォーカー『パッショネイト宝塚!』
- 2014年11 - 12月、『風と共に去りぬ』（全国ツアー） - ベル・ワットリング
- 2015年2 - 5月、『黒豹（くろひょう）の如（ごと）く』 - マルコス・ファビオ『Dear DIAMOND!!』
- 2015年6 - 7月、『大海賊』 - ドクター『Amour それは…』（全国ツアー）
- 2015年8 - 11月、『ガイズ&ドールズ』 - アーヴァイド・アバーナシー
- 2016年3 - 6月、『こうもり』 - イワン『THE ENTERTAINER!』
- 2016年8 - 11月、『桜華に舞え』 - 篠原国幹『ロマンス!! (Romance)』
- 2017年1月、『燃ゆる風-軍師・竹中半兵衛-』（バウホール） - 黒田官兵衛
- 2017年3 - 6月、『THE SCARLET PIMPERNEL（スカーレット ピンパーネル）』 - アンドリュー・フォークス
- 2017年7 - 8月、『オーム・シャンティ・オーム-恋する輪廻-』（梅田芸術劇場） - ラージェシュ・カプール
- 2017年9 - 12月、『ベルリン、わが愛』 - ヴィクトール・ライマン『Bouquet de TAKARAZUKA（ブーケ ド タカラヅカ）』
- 2018年2月、『ドクトル・ジバゴ』(ドラマシティ・TBS赤坂ACTシアター) - ヴィクトル・イッポリートヴィチ・コマロフスキー
- 2018年4 - 7月、『ANOTHER WORLD』 - 杢兵衛『Killer Rouge（キラー ルージュ）』
- 2018年8 - 11月、『Thunderbolt Fantasy（サンダーボルト ファンタジー）東離劍遊紀（とうりけんゆうき）』 - 蔑天骸（ベツテンガイ）『Killer Rouge／星秀☆煌紅』（梅田芸術劇場・日本青年館・國家戯劇院・高雄市文化中心至徳堂）
- 2019年1 - 3月、『霧深きエルベのほとり』 - カウフマン警部『ESTRELLAS（エストレ―ジャス）〜星たち〜』
- 2019年5月、『鎌足-夢のまほろば、大和（やまと）し美（うるわ）し-』（ドラマシティ・日本青年館） - 船史恵尺
- 2019年7 - 10月、『GOD OF STARS -食聖-』 - ミッキー・チョウ『Éclair Brillant（エクレール ブリアン）』
- 2019年11 - 12月、『龍の宮（たつのみや）物語』（バウホール） - 龍神
- 2020年2 - 3月、『眩耀（げんよう）の谷〜舞い降りた新星〜』 - 慶梁『Ray-星の光線-』（宝塚大劇場）
- 2020年7 - 9月、『眩耀（げんよう）の谷〜舞い降りた新星〜』 - 慶梁『Ray-星の光線-』（東京宝塚劇場）[3]
- 2020年12月、『シラノ・ド・ベルジュラック』（ドラマシティ） - ド・ギッシュ伯爵[3]
- 2021年2 - 5月、『ロミオとジュリエット』 - キャピュレット卿
- 2021年7月、『VERDAD（ヴェルダッド）!!』（舞浜アンフィシアター）
- 2021年9 - 12月、『柳生忍法帖』 - 沢庵和尚（沢庵宗彭）『モアー・ダンディズム!』
- 2022年2月、『王家に捧ぐ歌』（御園座） - ネセル
- 2022年4 - 7月、『めぐり会いは再び next generation-真夜中の依頼人（ミッドナイト・ガールフレンド）-』 - ユリウス『Gran Cantante（グラン カンタンテ）!!』 退団公演、初エトワール[2][8]

### 出演イベント
- 2005年8 - 9月、轟悠ディナーショー『Alpha-20ans FACE OF YU』
- 2005年12月、『花の道 夢の道 永遠の道』
- 2006年11月、『夢のメモランダム』
- 2007年1月、『清く正しく美しく』
- 2008年12月、タカラヅカスペシャル2008『La Festa!』（コーラス）
- 2012年6月、涼紫央ディナーショー『HOME〜宝・夢〜』
- 2014年10月、『演劇人祭 特別篇』（外部出演）
- 2014年12月、タカラヅカスペシャル2014『Thank you for 100 years』
- 2015年12月、タカラヅカスペシャル2015『New Century，Next Dream』
- 2016年1 - 2月、紅ゆずるディナーショー『STELLA ROSSA〜フリーダムに ランダムに〜』[10]
- 2016年7月、『宝塚巴里祭2016』[11]
- 2016年12月、タカラヅカスペシャル2016『Music Succession to Next』
- 2018年12月、タカラヅカスペシャル2018『Say! Hey! Show Up!!』
- 2019年8月、紅ゆずるディナーショー『Berry Berry BENNY!!』[12]
- 2019年12月、タカラヅカスペシャル2019『Beautiful Harmony』
- 2022年6月、星組ミュージック・パフォーマンス『ten∞ten TIME』 主演[13]

## 宝塚歌劇団退団後の主な活動

### 舞台
- 2023年8月、『Neo Doll』（シアターサンモール） - 桜葉博士[注釈 3]／千石博士[注釈 3][14]
- 2024年4月、『美少女戦士セーラームーン』（IMM THEATER） - タキシード仮面／地場衛[15]
- 2024年9月、『夢から醒めない夢を見よ。』（シアター・アルファ東京）[16]
- 2024年12月、『RUNWAY』（梅田芸術劇場・KAAT神奈川芸術劇場）[17]
- 2025年3月、『怪人二十面相』（赤坂RED/THEATER） - 怪人二十面相[18]
- 2025年4月、『薔薇王の葬列』（こくみん共済 coop ホール/スペース・ゼロ） - マーガレット[19]
- 2025年8月、『M FESTIVAL』（明治座）[20]
- 2025年8月、『夢から醒めない夢を見よ。』（飛行船シアター）[21]
- 2025年9月、『黒執事〜緑の魔女と人狼の森〜』（梅田芸術劇場・Kanadevia Hall） - ババ様[22]

### イベント
- 2025年7月、『姿月あさとSummer Dinner Show』（名鉄トヨタホテル） - SING&DANCE[23]

## 広告
- 2006年、『阪急阪神』初詣ポスターモデル[6][7]

## 受賞歴
- 2018年、『宝塚歌劇団年度賞』 - 2017年度努力賞[24]